# Carême (série télévisée)
Pour les articles homonymes, voir Carême (homonymie).
Carême est une série télévisée française réalisée par Martin Bourboulon, dont la diffusion a débuté le 30 avril 2025 sur Apple TV+. 
Il s'agit d'une série télévisée biographique sur Antonin Carême, connu comme le premier chef célèbre du monde à l'époque napoléonienne.

## Synopsis
Dans l'Europe tourmentée de l'ère napoléonienne, Antonin Carême, orphelin au talent prodigieux, rêve de devenir le premier grand chef de l'histoire. Pour atteindre la gloire, il accepte de servir d’espion auprès du redoutable Talleyrand, au risque d’y perdre bien plus que son innocence.

## Distribution

### Acteurs principaux
- Benjamin Voisin : Antonin Carême
- Alice Da Luz : Agathe Guichardet
- Lyna Khoudri : Henriette Sophie Mahy de Chitenay
- Jérémie Renier : Charles-Maurice de Talleyrand-Périgord
- Micha Lescot : Joseph Fouché
- Franck Molinaro : Napoléon Bonaparte
- Maud Wyler : Joséphine de Beauharnais
- Lily Taïeb : Hortense de Beauharnais
- Dimitri Doré : Courtiade
- Arthur Mazet : Louis Bonaparte
- Eugène Marcuse : Chazot
- Pablo Cobo : Charles de Flahaut
- Juliette Armanet : Germaine de Staël
- Gabriel Donzelli : Noël
- Vincent Schmitt : Bailly
- Sharif Andoura : Louis XVIII
- Clotilde Mollet : Liliane
- Mahamadou Coulibaly : Roustam
- Olivier Rabourdin : Le pape Pie VII
- Frank Williams : Cambacérès

## Production
Cette série télévisée francophone en huit épisodes, commandée par Apple TV+, est réalisée par Martin Bourboulon. Inspirée du livre Cooking for Kings: The Life of Antonin Carême, The First Celebrity Chef d’Ian Kelly, la série a été créée par Ian Kelly et Davide Serino. La production exécutive est assurée par Vanessa van Zuylen pour VVZ Production et Dominique Farrugia pour Shine Fiction, une société de Banijay.

## Lieux de tournage
La série a été tournée en grande partie au château de Baronville, ainsi qu'au château de Champlâtreux ou encore le château de Champs-sur-Marne.

## Diffusion
La série a été présentée en avant-première mondiale lors de l'ouverture du Festival Séries Mania à Lille le 21 mars 2025. Les deux premiers épisodes sont mis en ligne sur la plateforme Apple TV+ le 30 avril 2025, suivis d'un épisode par semaine jusqu’au 11 juin 2025.

## Épisodes
1. La Machine Infernale (The Infernal Machine)
2. Chantage (Blackmail)
3. La Recette du Désastre (A Recipe for a Disaster)
4. Achetez la Couronne ! (Buy the Crown!)
5. Le Concours (The Contest)
6. Trompe l'œil (Trompe l'œil)
7. Confession (Confession)
8. Le Couronnement (The Coronation)